# Sztereokémia
A sztereokémia a kémiának az az ága, amely az atomok térbeli szerkezetét vizsgálja egy molekulán belül.
Főleg az egyetlen központi atom köré csoportosuló atomok konfigurációját, a geometriai és optikai izomereket kutatja.
Az elnevezés a görög sztereosz (στέρεος = kemény, merev, szilárd) és khémia (χυμεία = olvasztás) összetételéből származik.

## A kiroptikai spektroszkópia

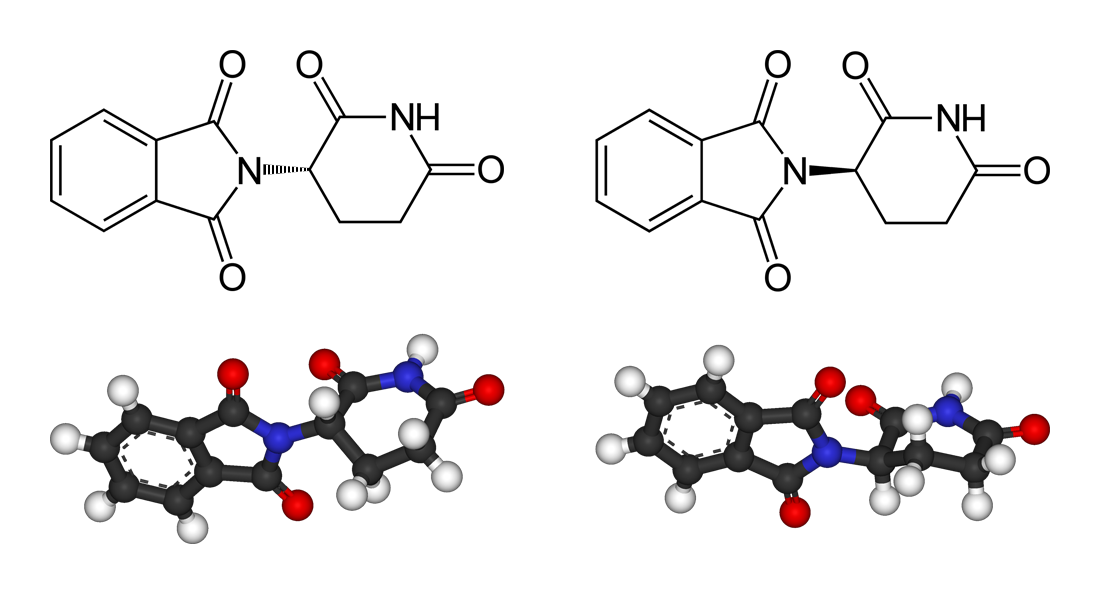
A Thalidomid lepra gyógyszer molekula egyik része külső hatásra (racemizáció) elfordulhat, ami így súlyos rendellenességeket okozhat. Ennek azonosításában eszköz a sztereokémiai vizsgálat.

A sztereokémia fejlődését a molekulák és anyagok optikai forgatóképességének mérésére szolgáló eszközök – a polariméterek – vitték előre. A vizsgálatok alapján a forgató-képesség függ a polarizált fény hullámhosszától ami az optikai rotációs diszperzió (ORD) spektroszkópiai eszközök kifejlesztését tette lehetővé. A Paul Drude német fizikus a színek észlelésének megértését segítette elektromágneses elméletével. A forgatást először kvantumkémiai szempontból Léon Rosenfeld (1928) vizsgálta, aki megalkotta a rotátorerősség (R) fogalmát. Az 1960-as évektől az ORD technikát felváltotta a cirkuláris dikroizmus (CD) módszer, ami matematikailag jobban kezelhető. A szerves molekulák vizsgálatában nagy előrelépést hozott Chou és Fasman  három-komponensű CD felbontása, mely a fehérjék összetett szerkezetébe is betekintést engedett.